# لنفادنوپاتی
لنفادنوپاتی(به انگلیسی: Lymphadenopathy)، عبارتی‌است که به بیماری‌های غدد لنفاوی اشاره دارد.

## نشانه‌ها
لنفادنوپاتی یا تورم غدد لنفاوی یکی از شایع‌ترین علایم برخی بیماری‌های است. در این بیماری یک غده واحد یا تعدادی از غدد یا همه غدد ممکن است تحت تأثیر قرار گیرند.غدد لنفی عموماً در پاسخ به عفونت باکتریایی یا ویروسی متورم می‌شوند. در صورتی که غدد ناحیه گردن، زیر بغل یا کشاله ران متورم شوند فرد با احتمال بیشتری متوجه این تورم می‌شود چرا که این غدد ه سطح پوست نزدیک می‌باشند.
تورم یک یا چند غده اغلب به خاطر عفونت باکتریایی موضعی است . برای مثال تورم غدد لنفی گردن اغلب و عمدتا به علت عفونت گلو ایجاد می‌شود. در بیشتر موارد لنفادنوپاتی ناشی از عفونت، با از بین رفتن عفونت، این تورم نیز فروکش می‌کند. تورم غدد لنفی که ناشی از عفونت باشد معمولاً دردناک است. تورم تعداد زیادی یا همه غدد لنفی ممکن است نتیجه انواعی از سرطان مثل سرطان پستان، لنفوما یا لوسمی باشد. عفونت با HIV یا باکتری سل نیز می‌تواند لنفادنوپاتی دائم ایجاد کند. در صورت مشاهده علائم لنفادنوپاتی باید با پزشک مشورت نمود.